# Премия Госсена
Премия Госсена (нем. Der Gossen-Preis) — международная экономическая премия. Присуждается с 1997 года Союзом социальной политики немецкоязычному экономисту, чьи работы пользуются международной известностью. Размер премии: €10 000. Премия получила имя известного германского экономист Г. Г. Госсена. Лауреату премии на момент присуждения должно быть не больше 45 лет.

## Лауреаты премии
- 1997 — Юрген фон Хаген
- 1998 — Михаэль Бурда[англ.]
- 1999 — Эрнст Фер
- 2000 — Кай Конрад[англ.]
- 2001 — Клаус Шмидт[нем.]
- 2002 — Ларс-Хендрик Рёллер[нем.]
- 2003 — Харальд Улиг[англ.]
- 2004 — Бенни Молдовану
- 2005 — Симон Гехтер
- 2006 — Аксель Оккенфельс[англ.]
- 2007 — Георг Нёльдеке[англ.]
- 2008 — Армин Фальк
- 2009 — Хольгер Гёрг[нем.]
- 2010 — Роман Индерст[англ.]
- 2011 — Peter Egger[нем.]
- 2012 — Felix Kübler[англ.]
- 2013 — Michèle Tertilt[англ.]
- 2014 — Ludger Wößmann[нем.]
- 2015 — Uwe Sunde[нем.]
- 2016 — Николя Фукс-Шундельн[англ.]
- 2017 — Georg Weizsäcker[англ.]
- 2018 — Мориц Шуларик
- 2019 — Давиде Кантони[нем.]
- 2020 — Fabian Waldinger
- 2021 — Florian Scheuer
- 2022 — Christian Bayer
- 2023 — David Dorn[англ.]
- 2024 — Christoph Trebesch[нем.]